# Манастир Буково
Манастир Буково припада Епархији тимочкој Српске православне цркве. Манастирска црква је посвећена Светом оцу Николају Чудотворцу, налази се на 4 km од Неготина на путу Зајечар—Неготин, на падини Братујевачке косе. Име манастира по предању потиче од „букових шума” или птице „бука” које су живеле овде у некадашњим ритовима.

## Историја
Писани подаци о ктитору манастира не постоје, али постоје више предања која о томе говоре. По једном предању манастир је задужбина српског краља Милутина са краја 13. века, подигнут после победе над бугарским царем Шишманом. По другом предању ктитор манастира је Свети Никодим Тисмански који је живео и делао у Тимочкој Крајини, а по трећем ктитор манастира је био неко из властеле источне Србије и потиче из 15. века. Над вратима припрате сачуван је српски натпис, по којем је манастир са црквом Св. Николе Мирликијског "пописан" 1654. године. Било је то у време настојатеља Михаила игумана Дечанца, а ктитор био кир Симеон, кнез Трњански (Србин из вароши Трна у Бугарској). Током своје историје манастир је више пута страдао и био обнављан. Манастир је 1813. године током устанка био од стране Турака поробљен и попаљен. Кнез Милош је након обнове манастира 1837. године поклонио звона манастиру, а 1839. године подигнута су два конака. Припрата на манастирској цркви је дозидана 1877. године.
Претплату за једну књигу дали су 1846. године калуђери тог манастира: Јосиф Милијевић игуман, Симеон Ђорђевић намесник, и Митрофан Поповић јеромонах. Игуман Букова је 1852-1855. године Пајсије Поповић, када се јавља као претплатник српске књиге о Другом Васељенском сабору одржаном у Цариграду.
Манастирска нурија је обухватала 1864. године више околних села: село Видровац са 177 кућа, село јасеница са 133 куће, село Карбулово са 96 кућа и село Чубра са 172 куће - укупно 588 парохијских домова. Капитал манастира је 1864. године износио у готовини 113.288 гроша. Манастирски посед је 1895. године износио 326 хектара, од чега је под шумом било 264 хектара. Остало је пре свега ораница од 49 хектара, те много мање ливаде, виногради и воћњаци. Вредност целокупног имања процењена је тада на око 120.000 динара. Спадао је 1898. године у манастире "другог реда". Поред настојатеља Гаврила, ту су још јеромонаси Дамјан и Јероним. Архимандрит Гаврил се упутио у пролеће 1899. године на хаџилук у Свету Земљу, да се поклони на Христовом гробу.
Архимандрит Рувим Окановић је извршио самоубиство у мају 1936, као разлог је понуђено растројство погоршано тешком шећерном болешћу. Сахрањен је без свештеника и опела, али испраћен од многобројног народа.
Уочи Другог светског рата 1940. године, на северној страни изнад улаза подигнут је звоник која је завршен 1966. године. Звоник је квадратне основе и чини саставни део улаза у манастирски комплекс.
Манастир се успешно бави производњом вина и освојио је више винских награда на такмичењима.

## Архитектура
У оквиру манастирске порте налази се извор посвећен животворном источнику – Пресветој Богородици. Бројна су исцељења која су се догодила од овог Источника. Осим овог извора, Пресветој Богородици, односно њеном покрову, посвећена је и капела у јужном конаку, чија је изградња у току.
Манастирска црква представља једнобродну грађевину са основом у виду крста. Дуга 18,80 m, широка 8,55 m и висока 6,90 m. Изграђена је од тесаног камена и без куполе, са хорским апсидама и нартексом који је касније дозидан. Стилски се убраја у специјалну варијанту моравске школе. Током свог постојања није битније мењала свој изглед.
Унутрашњост цркве је живописана. Постоје два слоја, од којих је најстарији слој представљен фрескама Светог Арханђела Михаила, фрагментима светих ратника у северној певници и фреском Пресвете Богородице окружене анђелима на своду цркве. Ове фреске потичу из 1682. године у време Игумана Михаила Дечанца, уз ктиторство кнеза Симеуна из села Трњана. Живопис који данас постоји и који захвата највећи део потиче из 1902. године. Рад је живописца Милисава Марковића из Малог Извора који се већ доказао осликавши цркву манастира Суводол 1892. године. Марковић је осликао унутрашњост цркве по нацртима Стеве Тодоровића сликара из Београда и иконописца дела икона у иконостасу зајечарске цркве.
Дуборезани и позлаћени иконостас рађен у Аустрији потиче скраја 19. века. Иконе је урадио Лазар Крџалић познати иконописац свог времена, који је урадио и медаљон на нартексу манастирске цркве. Део икона на иконостасу живописао је Павле Чортановић, учитељ цртања у Неготинској полугимназији. Иконе из старог иконостаса изложене су у манастирској библиотеци.
У овом манастиру је знаменити српски књижевник Светолик Ранковић написао свој познати роман „Порушени идеали“.